# Che succede amico?
Che succede amico? (What's Up Doc?) è un film del 1950 diretto da Robert McKimson. È un cortometraggio d'animazione della serie Looney Tunes, uscito negli Stati Uniti il 17 giugno 1950. Prodotto per celebrare il 10º anniversario del debutto di Bugs Bunny, il film fa uso del brano "What's Up Doc?" che sarebbe poi stato utilizzato in molti altri cartoni animati che lo vedono protagonista; il brano era già stato impiegato brevemente in versione strumentale in alcuni corti nel decennio precedente, e cantato per la prima volta da Mel Blanc nel 1949 per il Capitol Record-Reader Bugs Bunny in Storyland. Nelle locandine il titolo è scritto con la grafia What's Up, Doc?.

## Trama
Bugs si sta rilassando a bordo piscina quando riceve una chiamata dalla "Disassociated Press", la quale afferma che il pubblico esige la storia della sua vita. Al telefono, Bugs procede quindi a raccontare la sua ascesa alla fama.
Appena nato, Bugs si accorge di essere "un coniglio in un mondo di uomini". Portato nell'intrattenimento fin da piccolo, si iscrive all'accademia di danza, ma una volta diplomato trova lavoro solo come membro di un coro che canta sempre lo stesso pezzo in ogni produzione. Viene quindi avvicinato da un produttore che lo vuole come sostituto del protagonista di uno spettacolo che si è ammalato, ma l'esibizione di Bugs non piace al pubblico e il coniglio, piuttosto che tornare nel coro, decide di aspettare il ruolo giusto.
Quell'inverno, Bugs viene trovato a Central Park da Taddeo che gli propone un ruolo da spalla nel suo numero di vaudeville. Bugs accetta e i due intraprendono un tour nazionale. Il numero consiste in Taddeo che racconta una barzelletta a Bugs umiliandolo fisicamente. Dopo alcune esibizioni, Bugs si stanca e decide di concludere lui la barzelletta umiliando Taddeo. Quando quest'ultimo punta il suo fucile su Bugs, il coniglio dice: "Che succede amico?". Il pubblico apprezza particolarmente la battuta, e in seguito i due attraggono l'attenzione della Warner Bros. Taddeo e Bugs superano un provino in cui eseguono il numero musicale del titolo, e lo studio li scrittura come star del cinema.
Concluso il racconto, Bugs guarda l'orologio e nota che è in ritardo per le riprese del suo primo film, in un ruolo che è stato scritto pensando a lui. Durante le riprese, viene rivelato che la sua parte è di nuovo quella di un membro del solito coro, con sua grande delusione.

## Distribuzione

### Edizione italiana
Il corto arrivò in Italia direttamente in televisione negli anni ottanta. Nel doppiaggio, eseguito dalla Effe Elle Due e diretto da Franco Latini su dialoghi di Maria Pinto, le canzoni sono rimaste in inglese e Taddeo viene chiamato col suo nome originale. Il corto fu ridoppiato nel 1999 dalla Time Out Cin.ca per la trasmissione televisiva. In tale occasione furono doppiate anche le canzoni, mentre la Disassociated Press venne sostituita da The Hollywood Reporter (nel primo doppiaggio viene invece tradotta in "stampa non associata"). In DVD viene usato il primo doppiaggio.

### Edizioni home video

#### VHS
America del Nord
- Elmer Fudd's Comedy Capers (1986)
- Looney Tunes: The Collector's Edition - Daffy Doodles (febbraio 2000)

#### Laserdisc
- Looney Tunes: Curtain Calls - Classic Music and Show Business Cartoons (3 febbraio 1993)

#### DVD e Blu-ray Disc
Il corto fu pubblicato in DVD-Video in America del Nord nel primo disco della raccolta Looney Tunes Golden Collection: Volume 1 (intitolato Best of Bugs Bunny) distribuita il 28 ottobre 2003, in cui è visibile anche con un commento audio di Greg Ford e con la colonna internazionale; il DVD fu pubblicato in Italia il 2 dicembre 2003 nella collana Looney Tunes Collection, col titolo Bugs Bunny. Fu poi inserito, nuovamente col commento audio, nel primo disco della raccolta Blu-ray Disc Bugs Bunny 80th Anniversary Collection, uscita in America del Nord il 1º dicembre 2020. Infine è stato inserito come extra nell'edizione BD di Cats Don't Dance, uscita in America del Nord il 26 settembre 2023.